# Chantal Boonacker
Chantal Wilma Bianca Boonacker (Nieuwegein, 23 maart 1977 – 29 januari 2021) was een Nederlands zwemmer, met name gespecialiseerd op de 50, 100 en 400 meter vrije slag en de 100 meter rugslag. Boonacker woonde in Nieuwegein en trainde daar bij zwemvereniging Aquarijn.
Boonacker deed mee aan de Paralympische Zomerspelen 2000 te Sydney en de Paralympische Zomerspelen 2004 te Athene, waar ze brons behaalde. Zij kwam in de S7-klasse ook uit voor Nederland op de Paralympische Zomerspelen 2008 in Beijing. Op 10 september behaalde ze aldaar met een tijd van 1.26,30 brons op de 100 meter rugslag.
Boonacker volgde de studie biomedische gezondheidswetenschappen aan de Radboud Universiteit te Nijmegen. Begin 2008 begon zij aan haar promotieonderzoek in het UMC te Utrecht; in 2012 promoveerde zij op Evidence into practice. Upper respiratory tract infections in children / Van kennis naar praktijk. Bovenste luchtweginfecties bij kinderen.
Op 29 januari 2021 overleed Boonacker na een langdurig ziekbed.